# Terme Vigliatore
Terme Vigliatore is een gemeente in de Italiaanse provincie Messina (regio Sicilië) en telt 6716 inwoners (31-12-2004). De oppervlakte bedraagt 13,4 km², de bevolkingsdichtheid is 501 inwoners per km².
De volgende frazioni maken deel uit van de gemeente: Mollerino, Maceo, S. Biagio, Bagni, Acquitta, Cannotta, Marchesana, Mendola, Piano Banca, Pietre Rosse, Ponte Cicero, Ponte Termini, Pizzicarì, Salicà, Vigliatore.

## Demografie
Terme Vigliatore telt ongeveer 3410 huishoudens. Het aantal inwoners steeg in de periode 1991-2001 met 10,4% volgens cijfers uit de tienjaarlijkse volkstellingen van ISTAT.
| Jaar | Inwoneraantal |
| ---- | ------------- |
| 1991 | 5941          |
| 2001 | 6561          |

## Geografie
De gemeente ligt op ongeveer 10 m boven zeeniveau.
Terme Vigliatore grenst aan de volgende gemeenten: Barcellona Pozzo di Gotto, Castroreale, Furnari, Mazzarrà Sant'Andrea, Rodì Milici.